# Die Kreuztragung Christi
Die Kreuztragung Christi ist ein Gemälde Pieter Bruegels des Älteren aus dem Jahr 1564. Es zeigt im Mittelgrund die Kreuztragung aus der Passion Christi und vorne rechts als „Bild im Bild“ die zeitlich danach liegende Beweinung Christi.
Das Ölgemälde auf Eichenholz misst 124 × 170 cm und ist im Kunsthistorischen Museum Wien ausgestellt (Saal 10, Inv.-Nr. GG 1025).

## Inhalt
Der Betrachter blickt von einem erhöhten Standpunkt auf eine bunte Menschenmenge, die von einer befestigten Stadt zu einer Hinrichtungsstätte zieht. Genau in der Bildmitte ist Christus unter seinem Kreuz zusammengebrochen. Er ist zwar zentral platziert, aber winzig und überdies farblich unauffällig dargestellt – die rot gekleideten Berittenen erregen wesentlich mehr Aufmerksamkeit. Ihm voraus fahren in einem Schinderkarren zwei weitere zum Tode Verurteilte. Ein Mönch erteilt geistigen Beistand. In der linken unteren Bildhälfte wird eben Simon von Kyrene abgeführt, um Jesus das Kreuz (eigentlich einen T-Balken) tragen zu helfen. Der Himmel verdüstert sich von der Stadt bis zur Hinrichtungsstätte zusehends mit schweren Gewitterwolken.

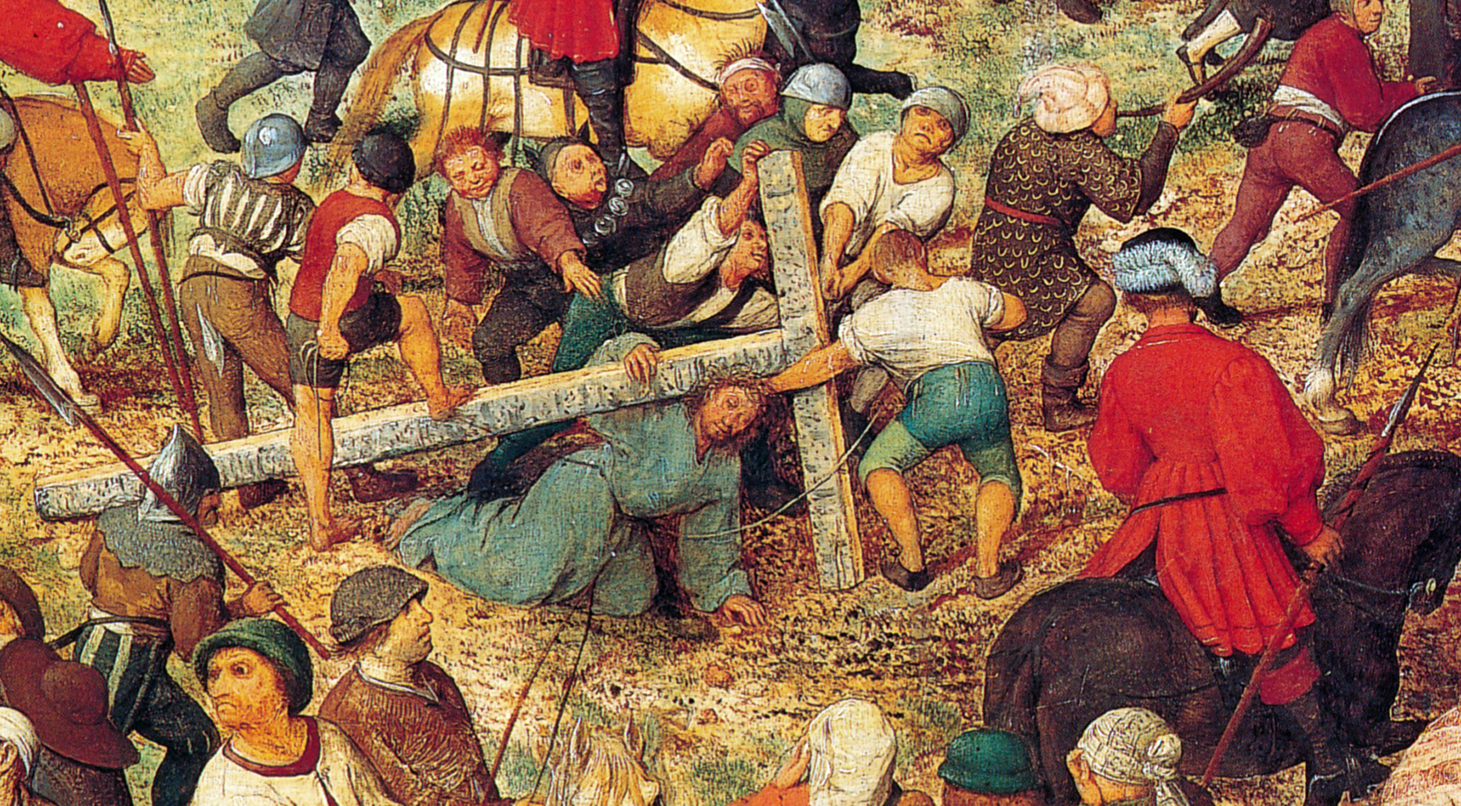
Ausschnitt aus der Bildmitte

Rechts im Vordergrund ist als „Bild im Bild“ die Beweinung Christi dargestellt. Zu sehen sind unter anderem Maria und Magdalena und Jesu Lieblingsjünger Johannes. Dieser stützt Maria vorsichtig. Rechts von ihnen liegt ein Pferdeschädel. Diese Personen sind in altertümliche wallende Gewänder gekleidet, während die restlichen Personen, Jesus ausgenommen, zeitgenössisch gekleidet sind.

## Deutung
Bruegel hat im Großen und Ganzen die Geschichte in seine Heimat und Zeit verlegt. Folgerichtig erscheint sein Jerusalem als flämische Stadt. Auf einen Felsen ist eine zeitgenössische Windmühle platziert und zahlreiche Räder und ein Galgen dominieren Golgota. Die für die Kreuzigung Jesu vorgesehene Stätte rechts oben ist lediglich durch eine Menschenmenge markiert.
Die Todeskandidaten im Schinderkarren erhalten durch den Mönch bereits die Tröstungen der christlichen Religion, obwohl der Tod Jesu erst bevorsteht. Damit wirft Bruegel die Frage auf, was die zeitgenössische Kirche noch mit dem Opfertod Jesu zu tun hat, bzw. wie Jesus heute aufgenommen würde. Die „Pietà“ (Beweinung) im Vordergrund gilt eigentlich dem toten Christus und ist ein Vorgriff auf späteres Geschehen. Sie verstärkt als Repoussoirmotiv die Tiefenwirkung. Der von links nach rechts verdüsterte Himmel weist bereits auf die Todesstunde Jesu hin, denn die Evangelien nach Markus, Lukas und Matthäus berichten, dass sich der Himmel während der Kreuzigung von der sechsten bis zur neunten Stunde verdunkelt habe.

## Ausstellungsort
Das Bild wird im Bruegelsaal des Kunsthistorischen Museums in Wien ausgestellt. Dort befinden sich außerdem Die Bekehrung des Paulus, Der Kampf zwischen Karneval und Fasten, Die Bauernhochzeit, Der düstere Tag, Die Heimkehr der Herde, Die Jäger im Schnee, Die Kinderspiele und der Turmbau zu Babel.

## Technik, Datierung und Provenienz
Es ist eine Ölmalerei auf einer 124 × 170 cm messenden Eichenholztafel, die Signatur befindet sich rechts unten: BRVEGEL. MD.LXIIII. Zuerst im Besitz des Kaufmanns und Kunstsammlers Nicolaes Jonghelinck, gelangte es danach in den Besitz der Stadt Antwerpen. 1595 erhielt es Erzherzog Ernst und später Rudolf II. Seit 1783 befindet es sich in der Gemäldegalerie des Kunsthistorischen Museums.

## Film
Über dieses Gemälde drehte Lech Majewski 2010 den abendfüllenden Spielfilm Die Mühle und das Kreuz. Dieser Film ist ein Essay, der die Entstehung des Gemäldes mit deren Hintergrund betrachtet und auf diese Weise Interpretationsansätze liefert sowie es filmisch inszeniert.